# 7th Sunday Festival
7th Sunday Festival is een dancefestival dat sinds 2009 jaarlijks in Nederland gehouden wordt. De naam dankt het festival aan de dag waarop het plaatsvindt: Eerste Pinksterdag, de zevende zondag na Pasen.
Door de jaren heen hebben veel verschillende dj's en artiesten opgetreden. Zo groeide het feest uit van een dancefeest tot een festival met veel verschillende genres voor een breder publiek. De genres muziek die te vinden zijn op het festival zijn: house, hardstyle, eclectic, disco, feest, hiphop, urban, pop, techno en Nederlandstalig.
Het festival is door de jaren heen van 10.000 bezoekers uitgegroeid tot ongeveer 45.000 bezoekers.

## Locatie en organisatie
7th Sunday Festival vindt sinds 2009 jaarlijks plaats op festivalterrein De Roost in Erp. De organisatie is in handen van Par-T, die ook verantwoordelijk is voor het festival Harmony of Hardcore, dat een dag eerder op dezelfde locatie plaatsvindt.

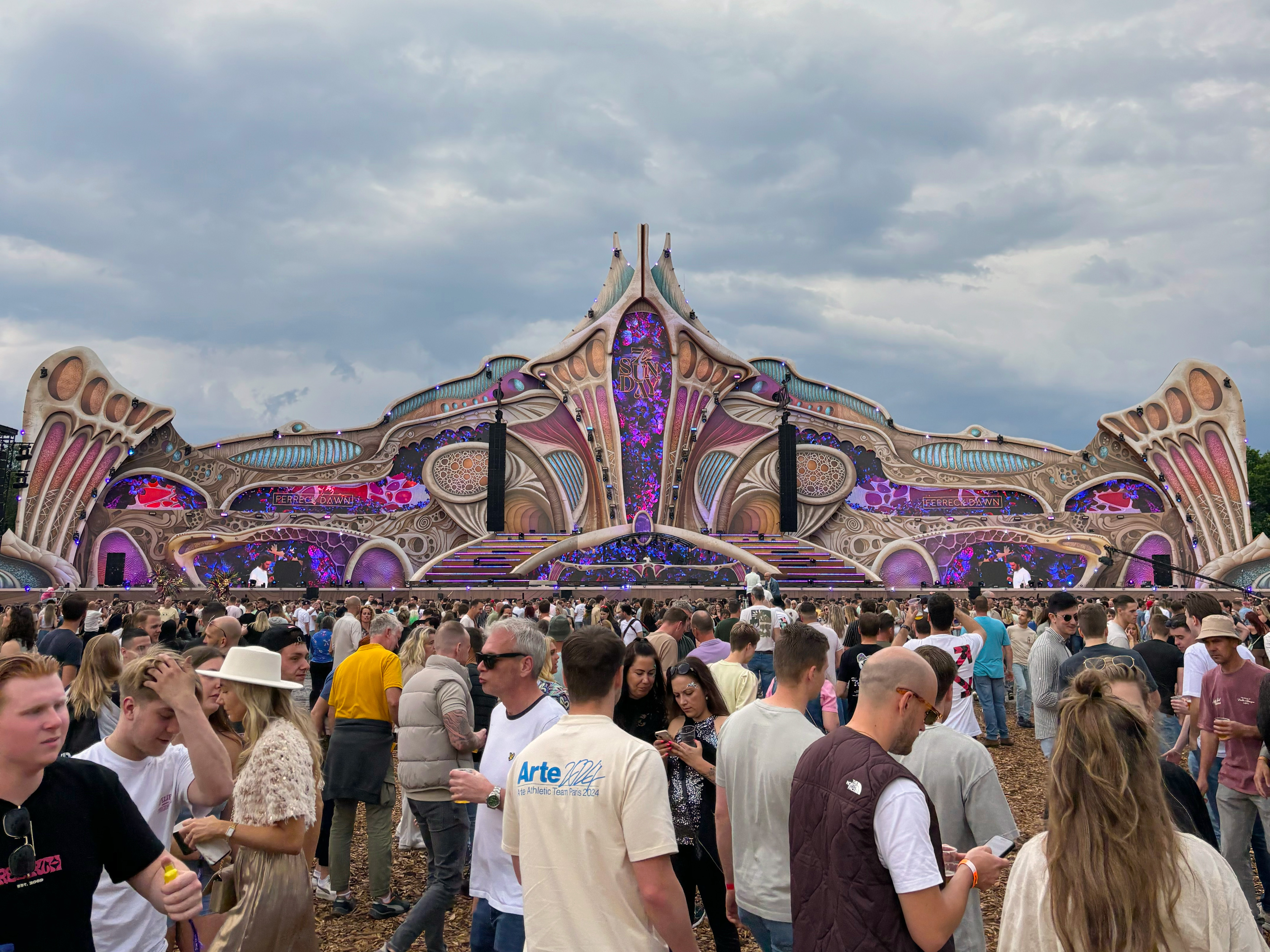
7th Sunday Festival mainstage 2024

## Edities
Dit is een lijst met edities, artiesten die hebben opgetreden en bijbehorende thema's van 7th Sunday Festival:
| Jaar | Datum   | Bezoekers | Headliner(s) | Thema                            |
| ---- | ------- | --------- | --- | -------------------------------- |
| 2009 | 31 mei  | 10.000    | Sebastian Ingrosso, Dirty South, Dr. Lektroluv, Don Diablo, Technasia, Cristian Varela, Donkey Rollers                                     | We have a new name               |
| 2010 | 23 mei  | 18.000    | Erick Morillo, Sander van Doorn, Tocadisco, Chris Liebing, Erol Alkan, Len Faki, Wally Lopez, Technoboy                                    |                                  |
| 2011 | 12 juni | 25.000    | Roger Sanchez, Felix da Housecat, Funkagenda, Sunnery James & Ryan Marciano en Dee-Block & S-te-Pack, Larry Tee, Monika Kruse, Wally Lopez |                                  |
| 2012 | 27 mei  | 25.000    | Martin Solveig, John Dahlbäck, Robbie Rivera, Hardwell, Dave Clarke, Dr. Lektroluv, Noisecontrollers                                       | Welcome to the unknown           |
| 2013 | 19 mei  | 25.000    | Fedde le Grand, Laidback Luke, Madeon, Joris Voorn, Noisecontrollers, Housequake                                                           | Welcome to the unknown           |
| 2014 | 8 juni  | 25.000    | Alesso, Showtek, Blasterjaxx, R3hab, Chris Liebing                                                                                         | Connection with number 7         |
| 2015 | 24 mei  | 35.000    | Steve Angelo, Galantis, Sander van Doorn, MOTI                                                                                             | 7 Year Anniversary               |
| 2016 | 15 mei  | 37.500    | Steve Aoki, Deorro, Fedde le Grand, Bingo Players, MOTI, Sunnery Jamers & Ryan Marciano, Blasterjaxx                                       | The Theatre of 7 Secrets         |
| 2017 | 4 juni  | 40.000    | Axwell, Yellow Claw, R3hab, Martin Solveig, Blasterjaxx, Tujamo, Kris Kross Amsterdam                                                      | Lucky Number 7                   |
| 2018 | 20 mei  | 40.000    | Sebastian Ingrosso, Steve Aoki, Showtek, Sam Feldt                                                                                         | It's Your Colourful Seven        |
| 2019 | 9 juni  | 40.000    | Dimitri Vegas & Like Mike, W&W, Nervo, Fedde Le Grand, Claptone, Lil Kleine, Kris Kross Amsterdam, Michel de Hey                           | The 7th Symphony                 |
| 2022 | 5 juni  | 45.000    | Tiësto, Lucas & Steve, Kris Kross Amsterdam                                                                                                | The Timeless Seven               |
| 2023 | 28 mei  | 45.000    | Dimitri Vegas & Like Mike, Kris Kross Amsterdam, Sunnery James & Ryan Marciano                                                             | The Leaves of Life               |
| 2024 | 19 mei  | 45.000    | Hardwell, Afrojack, Fast Boy, Ferreck Dawn, HouseQuake, La Fuente, Marten Hørger                                                           | 14 Years: The Start of a New Era |

## Prijzen
- FestivalChart Best grand festival 2018
- FestivalChart Best medium-sized festival 2017
- FestivalChart Beste festival 2014